# Орда
Орда́ (древнетюрк. ordu «ставка, резиденция хана, дворец») — кочующее племя и их становище, часть кочевого народа, под правлением хана (султана), затем в средние века — ставка правителя государства, позже военно-административная организация у тюркских и монгольских народов.

## История
На Русь слово пришло с востока и обозначало, сперва (в средние века) название ханской ставки у кочевников, позже — само владение племён, объединённой властью хана, а также столицу правителя государства, откуда произошло историографическое название крупных феодальных государств и союзов кочевых племён (объединение различных племён под властью одного хана), например, в русских летописях упоминаются Золотая орда, Волжская или Большая, Заяицкая и Синяя, Казанская, Астраханская, Крымская, Перекопская и другие. Некоторые исследователи упоминают про Очаковскую, Ногайскую и Белую.
Также историки и писатели обозначали части восточных народов Большая орда, Малая орда, Едичукульская орда и территории, например Внутренняя Киргизская орда или Букеевская орда. Самопровозглашённая Алаш-Орда считавшая себя автономией в составе России.
Позднее в европейской исторической литературе это слово приобретает негативное значение — толпа, орава, ватага, скопище, банда, (нечто вроде «войско — стая врагов — кочевников — захватчиков»). 
На территории современной России и Украины в период Средневековья существовали Золотая орда, Белая орда, Синяя орда, Белгородская орда и другие.
В «Задонщине» войско Дмитрия Донского в Куликовской битве именуется «Залесской Ордой», что можно рассматривать как претензию на равенство с Золотой Ордой и одну из первых ступеней на пути к царству и «Третьему Риму».

## Пословицы и поговорки
На Руси использовались следующие пословицы и поговорки:
- Быть дозжу великому, бо жидова ордою (толпою) волочится!
- Где хан (царь), тут и орда (или и народ).
- Каков хан (царь), такова и орда.
- Хоть в орде, да в добре.
- Старших и в орде почитают.
- Хоть в орду, так пойду (то есть судиться).
- Иван был в орде, а Марья вести сказывает.
- Один от Золотой орды, другой от рыжей бороды.